# Selecció de futbol d'Eslovàquia
La Selecció de futbol d'Eslovàquia és l'equip representatiu del país a les competicions oficials. Està dirigida per l'Associació Eslovaca de Futbol, pertanyent a la UEFA.
Després de la Primera Guerra Mundial, la formació de l'estat de Txecoslovàquia va permetre la creació de la seva selecció nacional, en la qual participaven els jugadors d'origen eslovac. Durant la Segona Guerra Mundial, la invasió del Tercer Reich a Bohèmia i Moràvia, va permetre la independència d'Eslovàquia, que es va estendre entre 1939 i 1944. Durant aquest curt període, va néixer la primera selecció Eslovaca, que va jugar un total de 14 partits, principalment amb seleccions de països de l'Eix. Després d'aquest període, els eslovacs van seguir participant com a membres de Txecoslovàquia, la qual va obtenir el subcampionat de la Copa del Món 1934 i de 1962 i el títol de l'Eurocopa 1976.
En 1993, durant la fase de classificació per a la Copa del Món 1994, es va produir la divisió de Txecoslovàquia en la República Txeca i la República Eslovaca, pel que l'equip txecoslovac va acabar el torneig anomenant-se Equip dels Txecs i Eslovacs. Posteriorment, aquesta selecció es va dissoldre, donant origen a les actuals seleccions nacionals de futbol de la República Txeca (considerada per la FIFA com a successora del combinat de Txecoslovàquia) i la d'Eslovàquia.

## Estadístiques
- Participacions en la Copa del Món = 1 (2010)
- Participacions en l'Eurocopa = 0
- Participacions olímpiques = 0
- Primer partit (sota el règim nazi)

| Eslovàquia | 2–0 | Alemanya |
| ---------- | --- | -------- |
|            |     |          |

 Bratislava, (Eslovàquia)        
- Primer partit (després de la dissolució de Txecoslovàquia)

| Lituània | 0–1 | Eslovàquia |
| -------- | --- | ---------- |
|          |     |            |

 Vílnius, (Lituània)        
- Major victòria

| Eslovàquia | 7–0 | Liechtenstein |
| ---------- | --- | ------------- |
|            |     |               |

 Bratislava, (Eslovàquia)        
- Major derrota

| Argentina | 6–0 | Eslovàquia |
| --------- | --- | ---------- |
|           |     |            |

 Mendoza, (Argentina)        

## Participacions en la Copa del Món
- Fins a 1994 - Formava part de  Txecoslovàquia
- Des de 1998 a 2006 - No es classificà
- 2010 - Vuitens de Final
- 2014 - No es classificà

## Participacions en l'Eurocopa
- Fins a 1992 - Vegeu  Txecoslovàquia
- Des de 1996 a 2012 - No es classificà
- 2016 - Vuitens de final
- 2020 - Primera fase
- 2024 - Vuitens de final

## Equip actual
Va anunciar el seu equip definitiu que participar en l'Eurocopa 2016.
| Dorsal | Posició | Jugador          | Data de naixement/edat | Partits | Gols | Club               |
| ------ | ------- | ---------------- | ---------------------- | ------- | ---- | ------------------ |
| 1      | POR     | Ján Mucha        | 5 de desembre de 1982  | 45      | 0    | Slovan Bratislava  |
| 2      | DEF     | Peter Pekarík    | 30 d'octubre de 1986   | 65      | 2    | Hertha BSC         |
| 3      | DEF     | Martin Škrtel    | 15 de desembre de 1984 | 79      | 5    | Liverpool (capità) |
| 4      | DEF     | Ján Ďurica       | 10 de desembre de 1981 | 77      | 4    | Lokomotiv Moscow   |
| 5      | DEF     | Norbert Gyömbér  | 3 de juliol de 1992    | 12      | 0    | Roma               |
| 6      | MIG     | Ján Greguš       | 29 de gener de 1991    | 5       | 0    | Baumit Jablonec    |
| 7      | MIG     | Vladimír Weiss   | 30 de novembre de 1989 | 50      | 4    | Al-Gharafa         |
| 8      | MIG     | Ondrej Duda      | 5 de desembre de 1994  | 9       | 1    | Legia Warsaw       |
| 9      | DAV     | Stanislav Šesták | 16 de desembre de 1982 | 63      | 13   | Ferencváros        |
| 10     | MIG     | Miroslav Stoch   | 19 d'octubre de 1989   | 52      | 6    | Bursaspor          |
| 11     | DAV     | Adam Nemec       | 2 de setembre de 1985  | 20      | 4    | Willem II          |
| 12     | POR     | Ján Novota       | 29 de novembre de 1983 | 2       | 0    | Rapid Wien         |
| 13     | MIG     | Patrik Hrošovský | 22 d'abril de 1992     | 9       | 0    | Viktoria Plzeň     |
| 14     | DEF     | Milan Škriniar   | 11 de febrer de 1995   | 2       | 0    | Sampdoria          |
| 15     | DEF     | Tomáš Hubočan    | 17 de setembre de 1985 | 44      | 0    | Dynamo Moscow      |
| 16     | DEF     | Kornel Saláta    | 24 de gener de 1985    | 36      | 2    | Slovan Bratislava  |
| 17     | MIG     | Marek Hamšík     | 27 de juliol de 1987   | 85      | 17   | Napoli             |
| 18     | DEF     | Dušan Švento     | 1 d'agost de 1985      | 36      | 1    | 1. FC Köln         |
| 19     | MIG     | Juraj Kucka      | 26 de febrer de 1987   | 45      | 4    | Milan              |
| 20     | MIG     | Róbert Mak       | 8 de març de 1991      | 26      | 7    | PAOK               |
| 21     | DAV     | Michal Ďuriš     | 1 de juny de 1988      | 23      | 3    | Viktoria Plzeň     |
| 22     | MIG     | Viktor Pečovský  | 24 de maig de 1983     | 30      | 1    | Žilina             |
| 23     | POR     | Matúš Kozáčik    | 27 de desembre de 1983 | 15      | 0    | Viktoria Plzeň     |

## Jugadors històrics
- Peter Dubovský
- Miroslav Karhan
- Ľubomír Moravčík
- Szilárd Németh
- Róbert Tomaschek
- Stanislav Varga
- Robert Vittek
- Marek Mintál